# Инка Голд
Инка Голд (на английски: Inka Gold) са двама братя, музикално дуо по произход от планините Анди в Еквадор, Оскар Андрес Моралес Вега и Пабло Сантяго Моралес Вега. Музикалната си кариера продължават, когато вече живеят в Албакърки, Ню Мексико, Съединени американски щати. Основен инструмент на при изпълненията на фолклорното дуо е панфлейтата, саморъчно направена.
Двамата братя изучават музика още като момчета. Оскар свири на панфлейта, а Пабло на струнни инструменти. За известно време концертират в Европа. От 1998 г. Оскар Вега започва да свири в Съединените щати, а брат му се присъединява към него през 2000 г. Междувременно Пабло продължава турнето си в Саудитска Арабия, Австралия и различни части на Азия.
Оскар свири на пан флейти на седем години, а на шест години Пабло свири на струнни инструменти, той владее китара, мандолина, барабани и чаранго, традиционен струнен инструмент на инките, каквито са братята.
Unchained Melody, видеоклип, кавър на известната песен е гледан 15 милиона пъти.

## Дискография
| Fiesta De Las Generaciones | (CD, 2003) | M.V. Producciones                    |
| Without Limits             | (CD, 2004) | без лейбъл (Inka Gold Self-released) |
| Fusion Andina Vol. V       | (CD, 2004) | Inka Records                         |
| Classic Hits               | (CD, 2012) | M.V. Producciones                    |

| Something About Winter |
| Mystic Journey         |
| The Bridge             |